# Capichama
A capichama ou capixama é um pedaço de lona de tamanho aproximado de 1,20m X 1,20m.

## Utilização
É usada pelo exército como forma de abrigo. Cada capichama corresponde a meio pano, de uma barraca de duas praças, sendo adaptada com outras capichamas para se montar um acampamento coletivo. 
Ela também pode ser usada como apoio, estendida no chão, para proporcionar maior conforto aos atiradores durante a prática de tiro.